# Guinevere Kauffmann
Guinevere Alice Mei-Ing Kauffmann (Califórnia, 26 de dezembro de 1968) é uma astrofísica estadunidense que trabalha no Instituto Max Planck de Astrofísica em Garching bei München.

## Formação e carreira
Nascida na Califórnia, Guinevere Kauffmann passou seus anos escolares e os primeiros anos de estudos na África do Sul.<x ref>«Kauffmann, Guinevere» (em alemão). Max-Planck-Institut für Astrophysik. Consultado em 6 de novembro de 2019</ref> Kauffmann estudou na Universidade da Cidade do Cabo, onde obteve um mestrado em astronomia. Obteve um doutorado em astrofísica na Universidade de Cambridge em 1993. Seu doutorado tratou da formação e evolução das galáxias. Desenvolveu um modelo com o qual foi possível, pela primeira vez, comparar imagens de galáxias jovens transmitidas por grandes telescópios com uma simulação computacional da evolução das galáxias. Com base neste modelo, tem modelos semelhantes para uso em buracos negros, matéria escura e quasares no Instituto Max Planck de Astrofísica. Trabalha neste instituto desde 1996, onde tem o status de líder do grupo C3 desde 2003. É desde 2013 diretora do MPI de Astrofísica.

## Prêmios e condecorações
- 2007: Prêmio Gottfried Wilhelm Leibniz[2]
- 21 de abril de 2010: Ordem do Mérito da República Federal da Alemanha

## Publicações selecionadas
- G. Kauffmann, S. D. M. White, B. Guiderdoni: Formation and Evolution of Galaxies in Merging Dark Matter Halos. In: Monthly Notices of the Royal Astronomical Society. Band 264, 1993, S. 201.
- G. Kauffmann, A. Nusser, M. Steinmetz: Galaxy Formation and Large Scale Bias. In: Monthly Notices of the Royal Astronomical Society. Band 286, 1997, S. 795.
- G. Kauffmann, S. Charlot: Chemical Enrichment and the Origin of the Colour-Magnitude Relation of Elliptical Galaxies in a Hierarchical Merger Model. In: Monthly Notices of the Royal Astronomical Society. Band 294, 1998, S. 708.
- G. Kauffmann, M. G. Haehnelt: A Unified Model for the Evolution of Galaxies and Quasars. In: Monthly Notices of the Royal Astronomical Society. Band 311, 2000, S. 576.
- G. Kauffmann, T. M. Heckman, C. Tremonti, J. Brinchmann, S. Charlot, S. D. M. White, S. E. Ridgway u. a.: The host galaxies of active galactic nuclei. In: Monthly Notices of the Royal Astronomical Society. Band 346, 2003, S. 1055.
- G. Kauffmann, T. M. Heckman: Feast and Famine: regulation of black hole growth in low-redshift galaxies. In: Monthly Notices of the Royal Astronomical Society. Band 397, 2009, S. 135.
- G. Kauffmann, Cheng Li, Jian Fu, Amelie Saintonge, Barbara Catinella, Linda J. Tacconi, Carsten Kramer, Reinhard Genzel, Sean Moran, David Schiminovich: COLD GASS, an IRAM legacy survey of molecular gas in massive galaxies - III. Comparison with semianalytic models of galaxy formation. In: Monthly Notices of the Royal Astronomical Society. Band 422, 2012, S. 997.
- G. Kauffmann: Quantitative constraints on starburst cycles in galaxies with stellar masses in the range 108 − 1010M⊙. In: Monthly Notices of the Royal Astronomical Society. Band 441, 2015, S. 2717.
- G. Kauffmann: Physical origin of the large-scale conformity in the specific star formation rates of galaxies. In: Monthly Notices of the Royal Astronomical Society. Band 454, 2015, S. 1840.
- G. Kauffmann: Properties of AGNs selected by their mid-IR colours: evidence for a physically distinct mode of black hole growth. In: Monthly Notices of the Royal Astronomical Society. Band 480, 2018, S. 3201.

## Associações selecionadas
- 2009: Membro da Academia de Artes e Ciências dos Estados Unidos
- 2010: Membro da Academia Leopoldina
- 2012: Membro da Academia Nacional de Ciências dos Estados Unidos